# Hohenštauf
Hrad Hohenštauf se nachází v západní části Německa v oblasti Bádensko-Württembersko u města Göppingen. Jedná se v podstatě o ruinu hradu založeného v druhé polovině 11. století Fridrichem I. Švábským z rodu Hohenštaufů.